# Mithqal Al Fayez
 (février 2023).
La mise en forme du texte ne suit pas les recommandations de Wikipédia : il faut le « wikifier ».
Les points d'amélioration suivants sont les cas les plus fréquents :
- Les titres sont pré-formatés par le logiciel. Ils ne sont ni en capitales, ni en gras.
- Le texte ne doit pas être écrit en capitales (les noms de famille non plus), ni en gras, ni en italique, ni en « petit »…
- Le gras n'est utilisé que pour surligner le titre de l'article dans l'introduction, une seule fois.
- L'italique est rarement utilisé : mots en langue étrangère, titres d'œuvres, noms de bateaux, etc.
- Les citations ne sont pas en italique mais en corps de texte normal. Elles sont entourées par des guillemets français : « et ».
- Les listes à puces sont à éviter, des paragraphes rédigés étant largement préférés. Les tableaux sont à réserver à la présentation de données structurées (résultats, etc.).
- Les appels de note de bas de page (petits chiffres en exposant, introduits par l'outil «  Source ») sont à placer entre la fin de phrase et le point final[comme ça].
- Les liens internes (vers d'autres articles de Wikipédia) sont à choisir avec parcimonie. Créez des liens vers des articles approfondissant le sujet. Les termes génériques sans rapport avec le sujet sont à éviter, ainsi que les répétitions de liens vers un même terme.
- Les liens externes sont à placer uniquement dans une section « Liens externes », à la fin de l'article. Ces liens sont à choisir avec parcimonie suivant les règles définies. Si un lien sert de source à l'article, son insertion dans le texte est à faire par les notes de bas de page.
- La présentation des références doit suivre les conventions bibliographiques. Il est recommandé d'utiliser les modèles {{Ouvrage}}, {{Chapitre}}, {{Article}}, {{Lien web}} et/ou {{Bibliographie}}. Le mode d'édition visuel peut mettre en forme automatiquement les références.
- Insérer une infobox (cadre d'informations à droite) n'est pas obligatoire pour parachever la mise en page.

Pour une aide détaillée, merci de consulter Aide:Wikification.
Si vous pensez que ces points ont été résolus, vous pouvez retirer ce bandeau et améliorer la mise en forme d'un autre article.
 (mars 2023).
Mithqal Sattam Fendi Al Fayez (en arabe : مثقال الفايز ; c. 1880 - 1967) était une figure politique et tribale jordanienne historique dont le travail a contribué à l'établissement du Royaume hachémite de Jordanie. Mithqal était l'un des deux principaux cheikhs de Bani Sakhr ; il a pris le pouvoir au début du XXe siècle et a dirigé la moitié Al-Twaga de la tribu Bani Sakhr, qui se composait des Al-Ghbein, Al-Amir, Al-Ka'abna, Al-Hgeish, Al-Saleet et les clans Al-Taybeen. Il a également dirigé son propre clan, Al-Fayez.

## Jeunesse
Mithqal Sattam Al-Fayez est né dans la famille des principaux cheikhs de la confédération tribale Bani Sakhr vers 1880. Pendant deux générations, sa famille immédiate avait dirigé la confédération, l'un des groupes tribaux nomades les plus importants et les plus puissants du désert syrien. L'enfance de Mithqal a été passée avec la famille Kawakbeh de la tribu Ruwallah, la tribu de sa mère, où il a appris à monter à cheval et à se battre. Il a également adopté leur accent et il est resté avec lui le reste de sa vie. Mithqal ne reviendrait au Bani Sakher que vers 1900, et la première preuve écrite de lui remonte à 1906, alors qu'il était déjà un cheikh éminent de la famille à l'âge de 21 ans.

## Montée en puissance

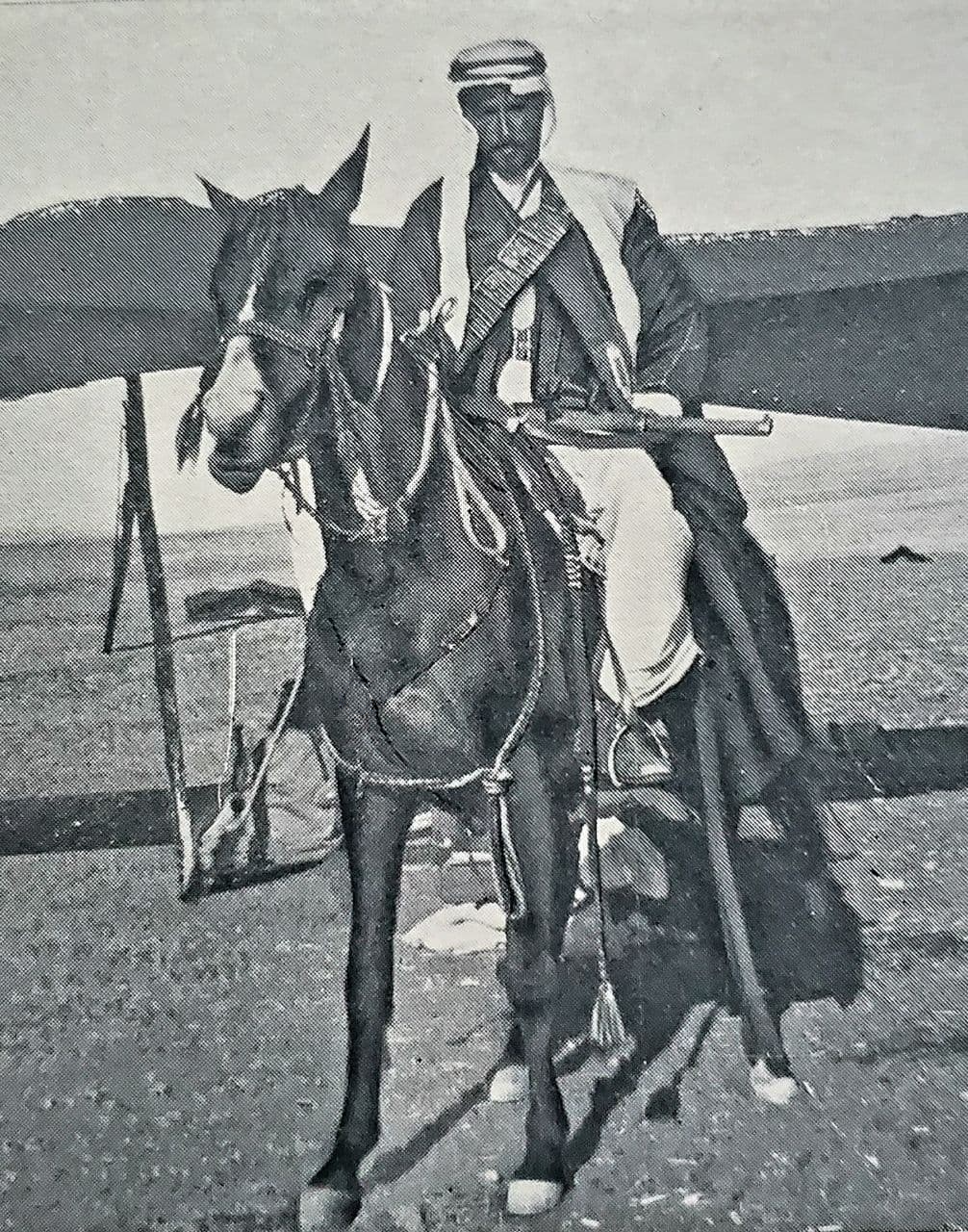
Circonscription de Mithqal en 1927, prise par WB Seabrook

Mithqal s'est rapidement fait un nom en tant que chef de raids. Son succès au combat lui a rapidement valu une réputation qui a contribué à lui fournir le tremplin vers le poste de chef.
Le frère aîné de Mithqal, Fawwaz Al-Fayez, était le chef des Bani Sakher avant lui, mais il y avait un certain désaccord sur qui était le chef du groupe. Un article de journal de 1913 dit que les deux cheikhs travaillaient ensemble et qu'ils étaient amis avec le gouvernement à cause de cela.
À la mort de Fawwaz à l'été 1917, Mithqal a fait une offre pour devenir le prochain cheikh du clan, cependant, Mithqal a perdu contre son neveu de dix-sept ans, Mashour, le fils de Fawwaz. Le conseil tribal a préféré le jeune Mashhur, diplômé d'une école de Damas, à l'analphabète Mithqal, même si ce dernier était plus mûr et plus expérimenté. Mithqal n'était pas d'accord avec son jeune cousin prenant le poste, en retour, il a reçu le titre de Pacha par le sultan, et a été le seul cheikh arabe à avoir jamais obtenu ce titre des Ottomans.
Après la mort de Mashour quatre ans plus tard dans un conflit tribal, Mithqal était un choix incontesté pour le titre,,.

## Aventures en Arabie

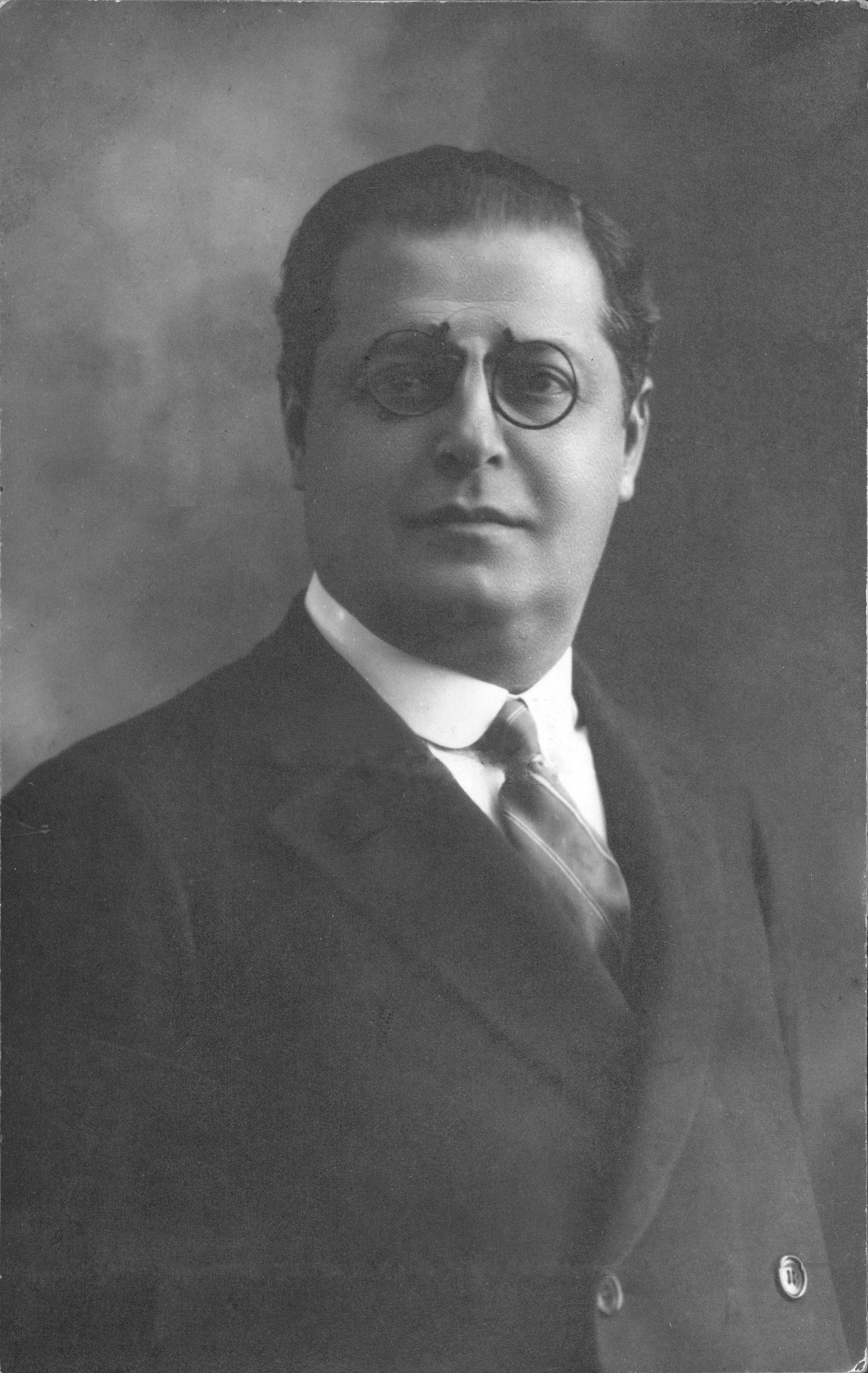
Emir Emin Arslan

En 1925, William Seabrook a cherché à rencontrer Mithqal après avoir entendu parler de lui par l'émir Emin Arslan, où l'émir l'a envoyé à Rida al-Rikabi, le troisième Premier ministre de Jordanie, afin qu'il le transmette à l'émir Abdallah Ier, qui "sait sûrement où se trouve Mithqal", car ils "s'appelaient cousins et étaient amis depuis des années". L'émir Emin a envoyé à William une lettre en son nom, qui disait

« Au nom d'Allah, le Miséricordieux, le Miséricordieux. Cet homme est dans mon visage, et dans le visage de Mithkal Pacha el Fayiz, cheikh des cheikhs des Beni Sakhr, avec qui, s'il est touché, il y aura une vendetta. »

William utilisera bientôt cette lettre car il a été arrêté par des voleurs bédouins qui lui ont commandé toutes ses affaires et celles de son guide, et à la lecture de la lettre, ils ont choisi de s'excuser et de les laisser passer.
William atteint finalement le campement de Mithqal et écrit ses premières impressions sur lui :

« C'était donc l'homme dont mon ami princier m'a dit tant de choses fascinantes, qui me traversaient maintenant l'esprit en pêle-mêle alors que je me tenais face à lui - le seigneur de cinquante mille troupeaux et de douze mille combattants, un multimillionnaire même en termes de dollars américains - le propriétaire de six villages et de nombreux kilomètres de terres cultivées, et un palais. »

« Dans n'importe quelle entreprise du monde, Mithkal se serait fait remarquer comme un aristocrate né. C'était un homme d'à peine quarante ans, de taille moyenne, svelte, aux mains bien dessinées, au teint lisse et olivâtre, aux traits d'une régularité classique, à la petite barbe noire pointue et à la petite moustache, aux yeux d'un brun profond remarquables par leur gentillesse et leur intelligence. mais dont j'ai appris plus tard qu'il pouvait devenir noir et s'enflammer. »

William passerait des mois avec Mithqal et les Bani Sakher, participerait à des batailles avec eux et raconterait des histoires tribales célèbres telles que "Les yeux de Gutne" et la bienveillance de Haditha dans son livre Adventures in Arabia (1927).

## Relations et alliances
Mithqal lui-même est né d'une alliance stratégique calculée entre les Beni Sakher et les Ruwalla, et au cours de sa vie, il a construit de solides relations mutuellement bénéfiques avec d'autres personnalités importantes en Arabie et à l'étranger.

### Le roi AbdallahIer
Ensuite, l'émir Abdallah Ier a eu une relation personnelle, politique et commerciale avec Mithqal. Leur première rencontre eut lieu en 1920, lorsque Mithqal accepta l'invitation d'Abdullah à une réunion à Ma'an, acceptant de s'allier lui-même et sa tribu avec Abdullah et l'invitant à Amman. Avec le soutien de Mithqal et de son beau-père, le maire Saeed Pacha Khayr, Amman est devenu le point focal des Hachémites en Jordanie. Mithqal était l'allié le plus important et le plus puissant d'Abdullah en Jordanie, et en retour, Abdullah a exempté Mithqal et sa famille d'impôts et leur a accordé la terre que les Ottomans ont confisquée pour construire le chemin de fer du Hijaz et des cadeaux tels que la voiture qu'il a donnée à Mithqal,.
Mithqal a conféré au lieutenant-général John le grade de lieutenant général dans l'armée de l'émirat à l'été 1923. Cela était dû à la contribution de John et à son implication croissante dans la protection des frontières de l'émirat depuis son flanc oriental contre l'agression expansionniste wahhabite.

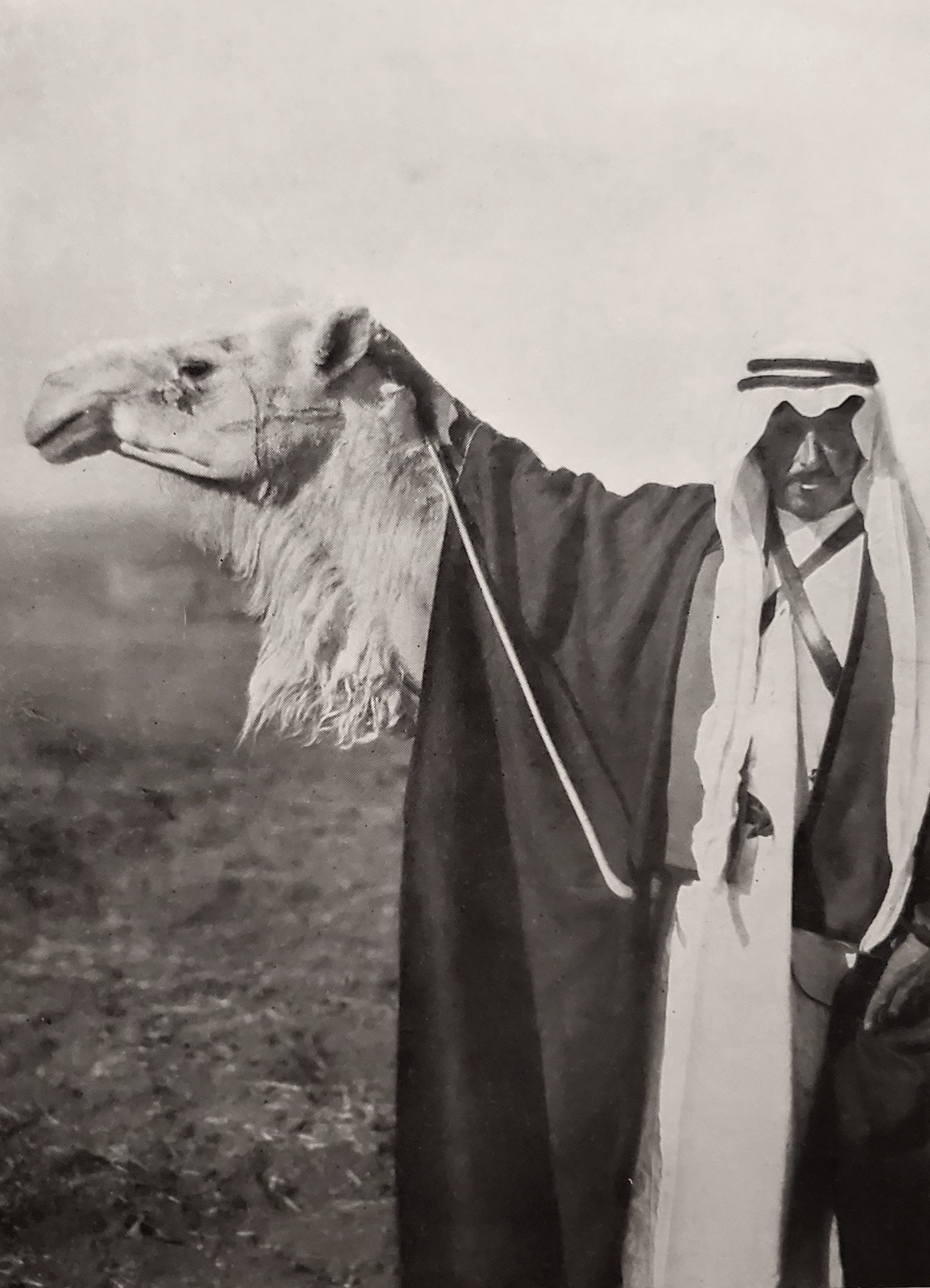
Al-Fayez et son chameau préféré

Lorsqu'en 1930, le fils aîné de Mithqal, Sultan, mourut de maladie, Mithqal refusa de quitter sa tombe après les funérailles; seulement pour être persuadé par l'émir Abdullah. En 1924, Mithqal et l'émir Abdullah se rendirent ensemble à La Mecque pour accomplir le Hajj. Mithqal soutiendrait publiquement Abdullah dans sa tentative d'unifier le pays, cela a contribué à cimenter la position de l'émir en Jordanie qui était encore gouvernée tribalement à l'époque. Le soutien de Mithqal à l'émir Abdallah (et plus tard aux rois) est également noté comme l'une des raisons de la stabilité relative de la Jordanie et de son intégrité souveraine, car le roi Faisal Al Saud a noté que « sans Beni Sakher, nos frontières atteindraient la Palestine ». L'émir Abdallah aiderait à prêter de l'argent à Mithqal pour cultiver sa terre, et lorsque les fonds propres de l'émir manquaient, lui et Mithqal concluraient des transactions foncières et hypothéqueraient leurs deux terres à des banquiers étrangers comme la taille supplémentaire de Mithqal et des gouvernements. la terre aide à tirer parti des accords en leur faveur.

### Roi FayçalIerd'Irak
Mithqal a maintenu une relation amicale avec le roi Fayçal Ier après 1919. Il connaissait Faisal avant de devenir roi d'Irak et l'a hébergé à Um Al-Amad en 1923, où Faisal a passé la nuit. Mithqal a également assisté à la réception de Faisal à Alexandrie et à la cérémonie de la mort du fils du roi Faisal, Ghazi.

## Rôle dans l'agriculture jordanienne
Mithqal a hérité de l'intérêt de son père, Sattam Al-Fayez, pour l'agriculture, et a développé et cultivé les terres en Jordanie pour à peine, du blé, des lentilles, des olives et d'autres légumes. Le rôle de Mithqal dans l'agriculture jordanienne a été crucial pour le bien-être du pays, car il a été la première personne à importer un tracteur mécanique et une charrue dans l'histoire du pays. L'effet de cet achat a aidé le pays à sortir d'une famine misérable au milieu des années 1930 tout comme la production de blé et a à peine augmenté de 40 000 tonnes et 16 000 de 1936 à 113 000 tonnes et 53 000 tonnes en 1937 ; Cela a augmenté la quantité de nourriture disponible pour être cultivée sur Terre, et cela a également aidé à nourrir beaucoup plus de personnes. Cette augmentation de la production alimentaire a également triplé les exportations alimentaires de la Jordanie au cours de ces années, ce qui a contribué à rapporter beaucoup d'argent qui pourrait être utilisé pour aider ceux qui étaient dans la pauvreté à l'époque.

## Embuscade des années 1930
Mithqal chevauchait sa jument dans le désert accompagné d'un seul homme. C'était pendant la saison hivernale et les Bani Sakhr avaient migré vers l'est en direction de Wadi Sirhan. Soudain, Mithqal et son escorte furent surpris par une embuscade tendue par des membres d'une tribu ennemie. Une balle a effleuré le côté de la tête de Mithqal, le tuant presque, et il a été touché à l'épaule. Mithqal et son escorte ont riposté et ont réussi à chasser leurs assaillants, mais Mithqal a été grièvement blessé. Son escorte a attaché un morceau de tissu autour de son épaule ensanglantée, l'a tiré sur sa jument et est monté rapidement pour demander de l'aide.
Ils sont arrivés dans le camp voisin d'un membre de la tribu Bani Sakhr et ont demandé son aide pour aller chercher une voiture pour emmener Mithqal à l'hôpital. Il envoya un de ses hommes à dos de chameau au campement de Shaykh Haditha Al-Khraisha, qui à son tour envoya un messager à Amman. Une voiture est finalement arrivée, mais entre-temps, Mithqal souffrait d'une perte de sang et souffrait beaucoup. Mithqal a passé vingt jours dans un hôpital d'Amman. Il a survécu, mais les dégâts étaient irréversibles. Pour le reste de sa vie, il pouvait à peine utiliser ce bras, qui pendait presque sans vie à son épaule.

## Emprisonnement du général de division Fredrick Peake

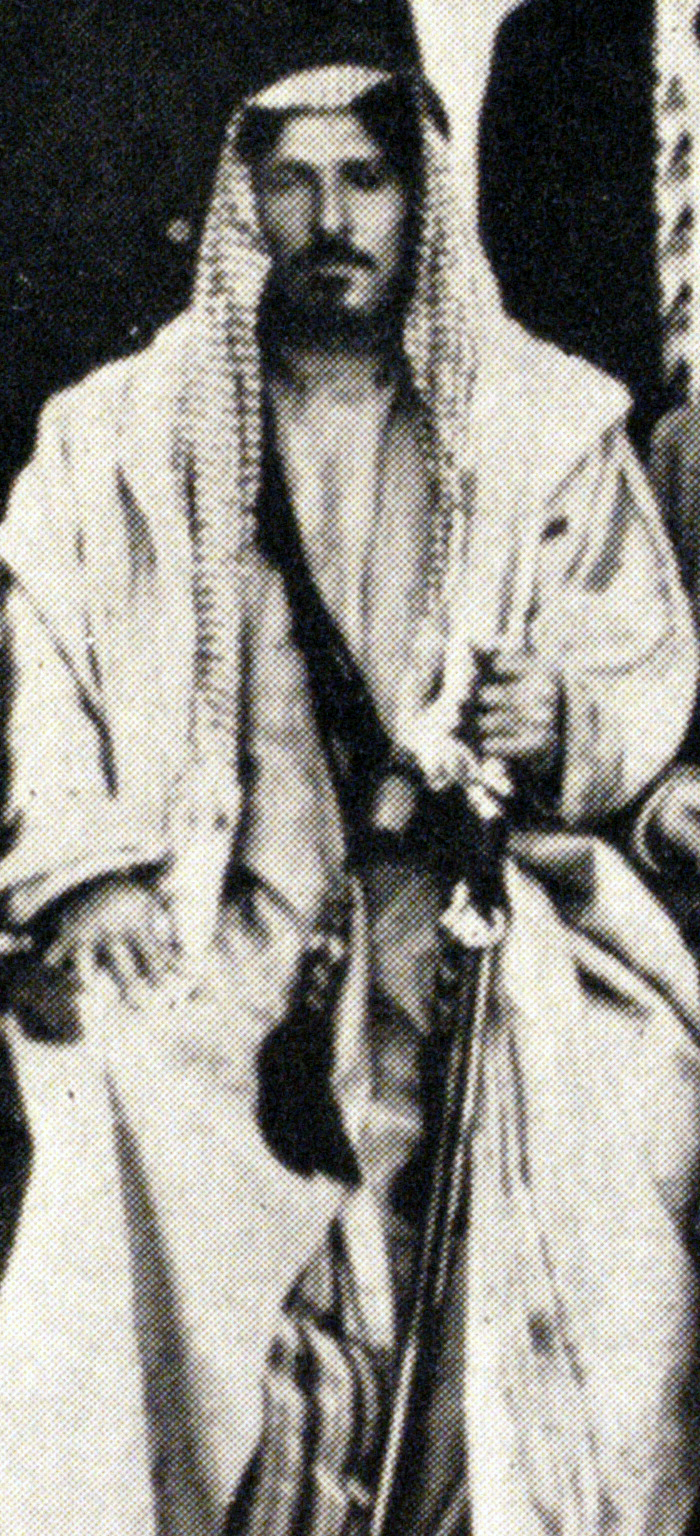
Mithqal à Jérusalem, 1933.

En 1919, après plus d'une décennie de conflit foncier, le général de division Fredrick Peake a poursuivi une réunion avec Mithqal pour discuter du différend. Cependant, Mithqal a choisi de rester au siège de sa famille à Um Al Amad, ce qui a alors incité Peake à l'approcher sans armes pour éviter un grand conflit. Initialement, Mithqal a accepté sa demande, mais le lendemain, Mithqal a ordonné l'arrestation du général de division, ce qui a conduit Peake à rester dans les écuries d'Al-Fayez pendant au moins une journée,. On ne sait pas pourquoi Mithqal a ordonné l'arrestation de Peake, et bien que Peake écrive défavorablement sur Mithqal d'une manière sapante dans ses livres, il n'aurait "porté aucune rancune" selon la biographie de CS Jarvis sur Peake.

## Dernières années
La santé de Mithqal a rapidement commencé à se détériorer peu après la mort en 1962 de sa femme préférée 'Adul, qui a été un coup dur pour Mithqal. Au cours des cinq dernières années de sa vie, il a souffert d'une santé progressivement déclinante. Bien qu'il ait eu la chance de recevoir de superbes soins médicaux au Caire, à Beyrouth et en Europe, le diabète et d'autres maladies liées à l'âge ont entraîné sa mort à la fin des années quatre-vingt en avril 1967.

## Héritage
La période de deuil était terminée et les dignitaires et les gens ordinaires quittèrent la maison de Mithqal. La famille endeuillée a dû faire face à l'immense vide créé par la disparition de Mithqal. Il était incontesté que le fils aîné, Akef Al-Fayez, deviendrait le chef de famille et le principal porteur de l'héritage de son père.
Le 1er juillet 1981, la mosquée Sheikh Mithqal Al Fayez a été ouverte par le roi Hussein à Um Al-Amad. La mosquée a été construite par Akef, en commémoration de son défunt père. L'ouverture a été suivie par le roi Hussein, Akef Al-Fayez, le prince Raid Ibn Zaid, le juge en chef islamique Sheikh Ibrahim Al Qatan et le ministre des Awqaf et des Affaires islamiques Kamel Al Sharif.
L'une des premières choses que la famille fit fut de se rassembler pour distribuer les immenses propriétés foncières de Mithqal. Au moment de sa mort, Mithqal avait accumulé au moins 120 000 dunams (30 000 acres) en Jordanie, principalement autour du sud d'Amman et du nord de Madaba. Plusieurs années plus tard, la famille a vendu une grande partie de ces terres au gouvernement jordanien. Aujourd'hui, l'aéroport international Queen Alia se dresse sur ce qui était autrefois les champs de Mithqal.
Le 25 mai 2021, Mithqal a reçu à titre posthume la Médaille du centenaire de l'État, à l'occasion de la 75e indépendance du Royaume, son fils SE Trad Al-Fayez a reçu le prix en son nom. Le fils de Mithqal, Akef Al-Fayez a également reçu la médaille à titre posthume, reçue par le fils de son Akef, SE Faisal Al-Fayez.

## Dans la culture populaire
Mithqal était un personnage principal et le personnage primordial de la première moitié des aventures de William Seabrook en Arabie lorsque William cherchait à trouver Mithqal et à découvrir le style de vie arabe à la fin des années 1920.
Début 2018, une série télévisée dramatique sur la vie de Mithqal a été annoncée comme étant en préparation par la société de production Al-Hijjawi.
Le 22 mai 2019, Al-Mamlaka a diffusé un documentaire de 50 minutes sur sa chaîne de télévision qui suit les événements de la vie de Mithqal. Le documentaire a également été mis en ligne sur leur chaîne Youtube.